# Unanu
Unanu (o Onari) è una municipalità del Distretto Oksoritod, di Chuuk, uno degli Stati Federati di Micronesia. 
Situato nella parte orientale dell'atollo Namonuito, comprende l'isoletta Bihof, l'isola Onari, l'isoletta Behiliper e l'isoletta Amurtride.  Ha una superficie di 0.26 km² e 252 abitanti.